# 1980 100 legnagyobb slágere
Ez a lista a Billboard magazin  első Hot 100  zenéjét tartalmazza 1980-ból.
| Helyezés | Szám                                         | Előadó                             |
| -------- | -------------------------------------------- | ---------------------------------- |
| 01       | Call Me                                      | Blondie                            |
| 02       | Another Brick in the Wall                    | Pink Floyd                         |
| 03       | Magic                                        | Olivia Newton-John                 |
| 04       | Rock with You                                | Michael Jackson                    |
| 05       | Do That to Me One More Time                  | Captain & Tennille                 |
| 06       | Crazy Little Thing Called Love               | Queen                              |
| 07       | Coming Up                                    | Paul McCartney                     |
| 08       | Funkytown                                    | Lipps Inc.                         |
| 09       | It’s Still Rock and Roll to Me               | Billy Joel                         |
| 10       | The Rose                                     | Bette Midler                       |
| 11       | Escape (The Pina Colada Song)                | Rupert Holmes                      |
| 12       | Cars                                         | Gary Numan                         |
| 13       | Cruisin’                                     | Smokey Robinson                    |
| 14       | Working My Way Back to You – Forgive Me Girl | Spinners                           |
| 15       | Lost in Love                                 | Air Supply                         |
| 16       | Little Jeannie                               | Elton John                         |
| 17       | Ride Like the Wind                           | Cristopher Cross                   |
| 18       | Upside Down                                  | Diana Ross                         |
| 19       | Please Don’t Go                              | K.C. & The Sunshine Band           |
| 20       | Babe                                         | Styx                               |
| 21       | With You I’m Born Again                      | Billy Preston & Syreeta            |
| 22       | Shining Star                                 | Manhattans                         |
| 23       | Still                                        | Commodores                         |
| 24       | Yes, I’m Ready                               | Teri De Sario With K.C.            |
| 25       | Sexy Eyes                                    | Dr. Hook                           |
| 26       | Steal Away                                   | Robbie Dupree                      |
| 27       | Biggest Part of Me                           | Ambrosia                           |
| 28       | This Is It                                   | Kenny Loggins                      |
| 29       | Cupid/I’ve Loved You for a Long Time         | Spinners                           |
| 30       | Let’s Get Serious                            | Jermaine Jackson                   |
| 31       | Don’t Fall in Love with a Dreamer            | Kenny Rogers & Kim Carnes          |
| 32       | Sailing                                      | Christopher Cross                  |
| 33       | Longer                                       | Dan Fogelberg                      |
| 34       | Coward of the County                         | Kenny Rogers                       |
| 35       | Ladies Night                                 | Kool & The Gang                    |
| 36       | Too Hot                                      | Kool & The Gang                    |
| 37       | Take Your Time                               | S.O.S. Band                        |
| 38       | No More Tears (Enough Is Enough)             | Barbra Streisand & Donna Summer    |
| 39       | More Love                                    | Kim Carnes                         |
| 40       | Pop Muzik                                    | M                                  |
| 41       | Brass In Pocket                              | Pretenders                         |
| 42       | Special Lady                                 | Ray, Goodman & Brown               |
| 43       | Send One Your Love                           | Stevie Wonder                      |
| 44       | The Second Time Around                       | Shalamar                           |
| 45       | We Don’t Talk Anymore                        | Cliff Richard                      |
| 47       | Heartache Tonight                            | Eagles                             |
| 48       | Stomp                                        | Brothers Johnson                   |
| 48       | Tired of Toein’ the Line                     | Rocky Burnette                     |
| 49       | Better Love Next Time                        | Dr. Hook                           |
| 50       | Him                                          | Rupert Holmes                      |
| 51       | Against the Wind                             | Bob Seger & The Silver Bullet Band |
| 52       | On the Radio                                 | Donna Summer                       |
| 53       | Emotional Rescue                             | The Rolling Stones                 |
| 54       | Rise                                         | Herb Alpert                        |
| 55       | All out of Love                              | Air Supply                         |
| 56       | Cool Change                                  | Little River Band                  |
| 57       | You’re Only Lonely                           | J.D. Souther                       |
| 58       | Desire                                       | Andy Gibb                          |
| 59       | Let My Love Open the Door                    | Pete Townshend                     |
| 60       | Romeo’s Tune                                 | Steve Forbert                      |
| 61       | Daydream Believer                            | Anne Murray                        |
| 62       | I Can’t Tell You Why                         | Eagles                             |
| 63       | Don’t Let Go                                 | Isaac Hayes                        |
| 64       | Don’t Do Me Like That                        | Tom Petty and the Heartbreakers    |
| 65       | She’s out of My Life                         | Michael Jackson                    |
| 66       | Fame                                         | Irene Cara                         |
| 67       | Fire Lake                                    | Bob Seger & The Silver Bullet Band |
| 68       | How Do I Make You                            | Linda Ronstadt                     |
| 69       | Into the Night                               | Benny Mardones                     |
| 70       | Let Me Love You Tonight                      | Pure Prairie League                |
| 71       | Misunderstanding                             | Genesis                            |
| 72       | An American Dream                            | Dirt Band                          |
| 73       | One Fine Day                                 | Carole King                        |
| 74       | Dim All the Lights                           | Donna Summer                       |
| 75       | You May Be Right                             | Billy Joel                         |
| 75       | Hurt So Bad                                  | Linda Ronstadt                     |
| 76       | Should’ve Never Let You Go                   | Neil Sedaka & Dara Sedaka          |
| 77       | Pilot of the Airwaves                        | Charlie Dore                       |
| 79       | Off the Wall                                 | Michael Jackson                    |
| 80       | I Pledge My Love                             | Peaches & Herb                     |
| 81       | The Long Run                                 | Eagles                             |
| 82       | Stand By Me                                  | Mickey Gilley                      |
| 83       | Heartbreaker                                 | Pat Benatar                        |
| 84       | Deja Vu                                      | Dionne Warwick                     |
| 85       | Drivin’ My Life Away                         | Eddie Rabbitt                      |
| 86       | Take the Long Way Home                       | Supertramp                         |
| 87       | Sara                                         | Fleetwood Mac                      |
| 88       | Wait for Me                                  | Daryl Hall & John Oates            |
| 89       | Jo Jo                                        | Boz Scaggs                         |
| 90       | September Morn                               | Neil Diamond                       |
| 91       | Give Me the Night                            | George Benson                      |
| 92       | Broken Hearted Me                            | Anne Murray                        |
| 93       | You Decorated My Life                        | Kenny Rogers                       |
| 94       | Tusk                                         | Fleetwood Mac                      |
| 95       | I Wanna Be Your Lover                        | Prince                             |
| 96       | In America                                   | Charlie Daniels Band               |
| 97       | Breakdown Dead Ahead                         | Boz Scaggs                         |
| 98       | Ships                                        | Barry Manilow                      |
| 99       | All Night Long                               | Joe Walsh                          |
| 100      | Refugee                                      | Tom Petty and the Heartbreakers    |